# Pomeni imen asteroidov: 73001–74000
Pregled pomenov imen asteroidov (malih planetov) od številke 73001 do 74000, ki jim je Središče za male planete dodelilo številko in so pozneje dobili tudi uradno ime  v skladu z dogovorjenim načinom imenovanja. Pregled je preverjen z Schmadelovim “Slovarjem imen malih planetov” (“Dictionary of Minor Planet Names”). 
Pregled pojasnjuje izvor oziroma pomen imen asteroidov, ki ga je priznala Mednarodna astronomska zveza (IAU). Nekateri asteroidi imajo imajo dodatno pojasnilo o izvoru imena, ki pa vedno ni popolnoma zanesljivo (oznaka “†” ali “‡“). 
| Ime                  | Začasna oznaka | Izvor imena |
| 73001–73100          | 73001–73100    | 73001–73100 |
| -------------------- | -------------- | --- |
| 73059 Kaunas         | 2002 FO5       | mesto Kaunas, Litva † |
| 73079 Davidbaltimore | 2002 GX8       | David Baltimore, ameriški biolog in dobitnik Nobelove nagrade, sedmi predsednik Tehnološkega inštituta Kalifornije (California Institute of Technology ali Caltech) †                                                                                        |
| 73101–73200          |                | |
| 73201–73300          |                | |
| 73301–73400          |                | |
| 73342 Guyunusa       | 2002 JX115     | Guyunusa, žena bojevnika Tacuabéja, domorodnega Urugvajca, ki je bila prodana za razstavo v Franciji leta 1833 † |
| 73401–73500          |                | |
| 73442 Feruglio       | 2002 NE5       | Chiara Feruglio, italijanski astronom † |
| 73453 Ninomanfredi   | 2002 NJ34      | Nino Manfredi, italijanski igralec † |
| 73465 Buonanno       | 2002 NP55      | Roberto Buonanno, italijanski astronom, predstojnik Astronomskega observatorija Rima (Osservatorio Astronomico di Roma) † |
| 73491 Robmatson      | 2002 PO164     | Robert D. Matson, ameriški ljubiteljski astronom in razvijalec programske opreme † Arhivirano 2005-04-21 na Wayback Machine. |
| 73501–73600          |                | |
| 73511 Lovas          | 2002 YD3       | Miklós Lovas, madžarski astronom † |
| 73517 Cranbrook      | 2003 FG78      | Inštitut znanosti v Cranbrooku (Cranbrook Institute of Science ) v okviru Vzgojne skupnost v Cranbrooku (Cranbrook Educational Community), ki se nahaja v Bloomfield Hillsu, Michigan, ZDA †                                                                 |
| 73533 Alonso         | 2003 OC6       | Fernando Alonso, španski tekmovalec (dirkač) v razredu Formula 1 † |
| 73601–73700          |                | |
| 73637 Guneus         | 1973 SX1       | eden izmed vodij Ahajcev v trojanski vojni † |
| 73640 Biermann       | 1977 RM        | Ludwig Biermann (1907 – 1986), nemški astrofizik † |
| 73670 Kurthopf       | 1982 QP        | Kurt Hopf, nemški višji učitelj na osnovni šoli v Hofu, Nemčija, predstojnik Observatorija Hof (Sternwarte Hof]) in učitelj astronomije † ‡ |
| 73687 Thomas Aquinas | 1990 TQ2       | Sveti Tomaž Akvinski (Thomas Aquinas) (1225 – 1274), italijanski katoliški filozof in teolog † |
| 73692 Gürtler        | 1991 RL3       | Joachim Gürtler, nemški astronom † Arhivirano 2004-09-18 na Wayback Machine. |
| 73693 Dorschner      | 1991 RQ3       | Johann Dorschner, nemški astronom † Arhivirano 2004-09-18 na Wayback Machine. |
| 73700 von Kues       | 1991 TW4       | Nikolaj Kuzanski (latinsko Nicolaus Cusanus) (Nikolaus Krebs von Kues) (1464 – 1401), nemški teolog in filozof † |
| 73701–73800          |                | |
| 73703 Billings       | 1991 TL15      | Gary W. Billings, kanadski geofizik in ljubiteljski astronom † ‡ Arhivirano 2005-08-29 na Wayback Machine. |
| 73704 Hladiuk        | 1991 TW15      | Donald W. Hladiuk, kanadski geofizik in ljubiteljski astronom † ‡ Arhivirano 2005-08-29 na Wayback Machine. |
| 73782 Yanagida       | 1994 TD15      | vas Janagida, prefektura Išikava, Japonska, kjer se nahaja Astronomski observatorij Janagida (kraj odkritja) † |
| 73801–73900          |                | |
| 73883 Asteraude      | 1997 DQ        | imenovano v čast članom Zveze uporabnikov elektronskih detektorjev (Association des utilisateurs de détecteurs électroniques ali AUDE), ki jih imenujejo "astéraude" † Arhivirano 2005-02-23 na Wayback Machine. ‡ Arhivirano 2009-02-27 na Wayback Machine. |
| 73885 Kalaymoodley   | 1997 EV        | Kalayvany Moodley, Južnoafriški prijatelj odkritelja † |
| 73901–74000          |                | |

| Predhodnik: 72001–73000 | Pomeni imen asteroidov Seznam asteroidov (73001-73250) Seznam asteroidov (73251-73500) Seznam asteroidov (73501-73750) Seznam asteroidov (73751-74000) | Naslednik: 74001–75000 |